# Pușkari, Ripkî
Pușkari (în ucraineană Пушкарі) este localitatea de reședință a comunei Pușkari din raionul Ripkî, regiunea Cernihiv, Ucraina.

## Demografie
Componența lingvistică a localității Pușkari
     Ucraineană (98,45%)
     Belarusă (1,03%)
     Alte limbi (0,52%)
Conform recensământului din 2001, majoritatea populației localității Pușkari era vorbitoare de ucraineană (98,45%), existând în minoritate și vorbitori de belarusă (1,03%).